# Bend, Oregon
Bend là một thành phố trong Quận Deschutes, bang Oregon, Hoa Kỳ. Nó là thành phố chính của Vùng thống kê đô thị Bend, Oregon. Theo Cục điều tra dân số Hoa Kỳ năm 2000, dân số là 52.029 nhưng theo ước tính trong năm 2006 thì đã tăng đến trên 75.290.
Bend nằm ở bìa phía tây của rừng thông Ponderosa của Dãy núi Cascade nơi mà khu rừng tiếp chuyển tiếp trong cao nguyên Đại Lòng chảo (Great Basin) với đặc điểm là có loại cây juniper, sagebrush, bụi rậm, và chút ít nước. Ban đầu là một thị trấn lâm nghiệp, Bend đã được coi như nơi điểm xuất phát cho nhiều môn thể thao ngoài trời như : xe đạp,leo núi, câu cá, đi bộ đường dài, cắm trại, leo đá,đi thuyền vượt thác, trượt tuyết  và đánh golf.

## Lịch sử

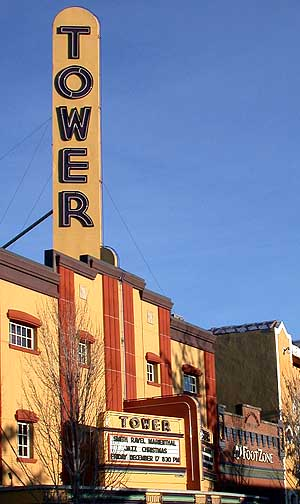
Nhà hát có tháp cao lịch sử ở dưới phố chính của Bend

Cho đến mùa đông năm 1824, khu Bend chỉ được người bản thổ châu Mỹ biết đến. Họ đi săn thú và câu bắt cá ở đó. Năm đó, các thành viên của đoàn đánh bẫy lấy da thú do Peter Skene Ogden dẫn đầu đã đến khu vực này. John C. Frémont, John Strong Newberry, và các đoàn thị sát của quân đội đến tiếp theo đó. Sau đó các nhà tiên phong này đi xa về hướng tây qua khu vực và lội qua Sông Deschutes tại Farewell Bend.
Khu định cư thật sự chưa hình thành cho đến đầu thập niên 1900 với việc thành lập Công ty Phát triển Pilot Butte bởi Alexander M. Drake. Một cộng đồng nhỏ phát triển quanh khúc quanh của con sông, và năm 1904, một thành phố được thành lập sau một cuộc bỏ phiếu của 300 cư dân trong cộng đồng. Ngày 4 tháng 1 năm 1905, thành phố tổ chức cuộc họp chính thức đầu tiên như là một đô thị tự quản đã được thành lập và bổ nhiệm A. H. Goodwillie làm thị trưởng đầu tiên. Khu định cư ban đầu có tên là "Farewell Bend" nhưng sau đó gọi vắn tắt thành ra là "Bend" bởi Sở bưu điện Hoa Kỳ. 12 năm sau, Quận Deschutes của Oregon được thành lập từ phân nửa phía tây của Quận Crook và Bend được đặt thành quận lỵ.

## Đia lý
Bend có độ cao là 3.623 ft.1
Theo Cục Điều tra Dân số Hoa Kỳ, thành phố có tổng diện tích là 83,5 km² (32,2 mi²). 82,9 km² (32,0 mi²) là đất và 0,6 km² (0,2 mi²) hay 0,68% là nước.
Điểm ngắm cảnh Pilot Butte (Oregon) nằm trong địa giới của thành phố là một núi lửa dạng nón xỉ đã ngưng hoạt động. Bend là thành phố duy nhất ngoài Portland, Oregon có núi lửa ngưng hoạt động nằm bên trong địa giới thành phố. It is reached by U.S. Route 20.
Ở ngay phía nam của Bend là Di tích Núi lửa Quốc gia Newberry nằm trên Quốc lộ Hoa Kỳ 97.

## Khi hậu

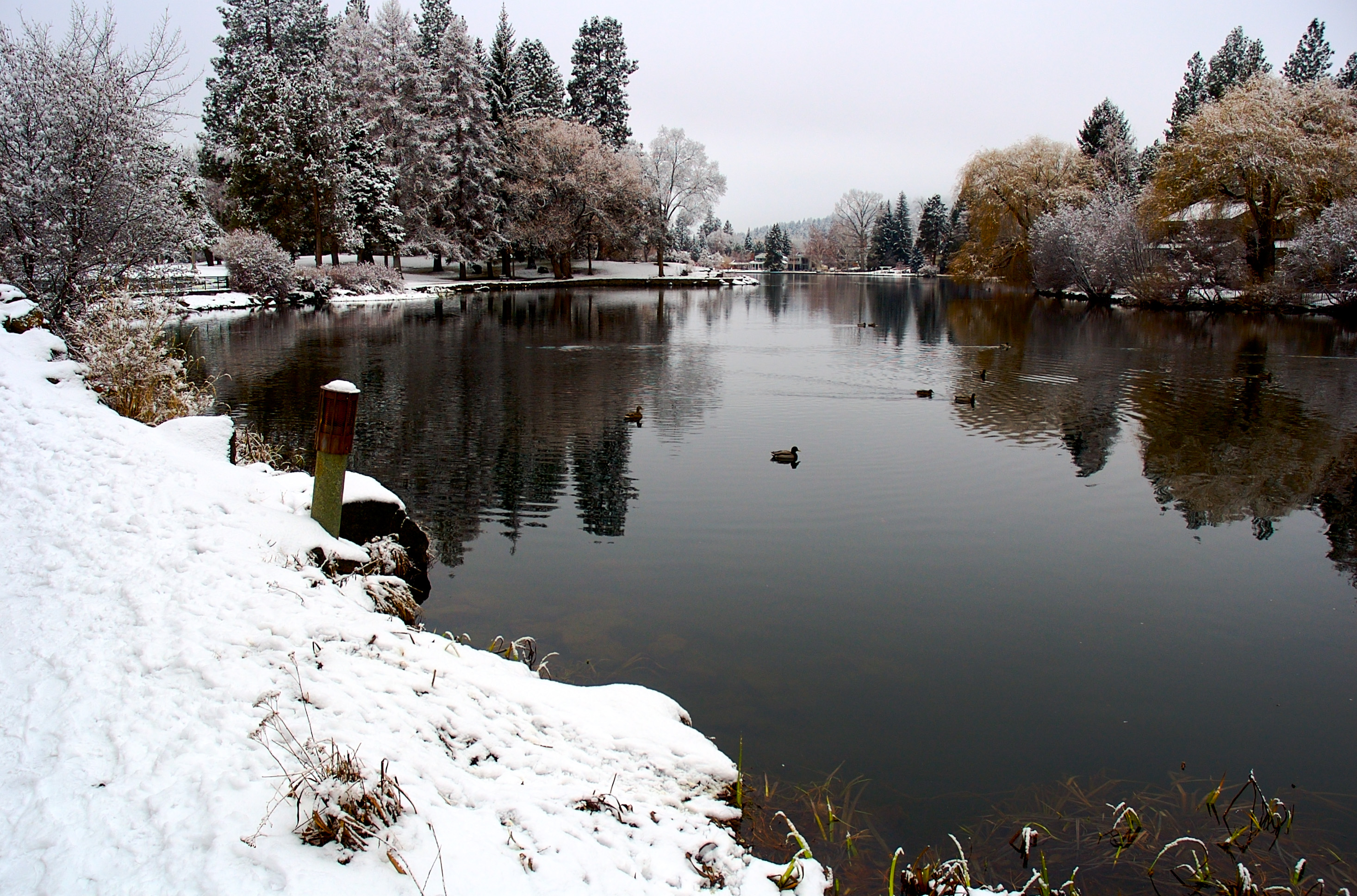
Công viên Drake trong mùa đông.

Khí hậu của Bend là khí hậu đặc trưng hoang mạc trên cao với mát ban đêm và nhiều ánh nắng ban ngày. Lượng mưa trung bình hàng năm là 10-13 inch, là một phần của lượng tuyết rơi trung bình 34 inch. Mùa đông tại Bend thường có nhiệt độ ban ngày trong khoảng 30 đến 50 độ F. Nhiệt độ ban đêm trong khoảng từ 22 đến 51 độ F. Theo Bản đồ vùng dành cho trồng trọt của Bộ Nông nghiệp Hoa Kỳ, nhiệt độ trung bình hàng năm thấp nhất là từ -5 đến -10 độ F (-20.6 đến -23.3 độ C).
Mùa hè đặc trưng của miền Trung Oregon có nhiệt độ trong khoảng 80 và 90 độ F vào ban ngày, và trong khoảng giữa 40 độ đến 50 độ F vào ban đêm. Sương tuyết dường như không nghe nói đến trong những tháng hè. Mùa thu thường ấm áp, ban ngày khô và ban đêm thì mát hơn. Nhiệt độ trung bình cao nhất trong tháng 7, tháng nóng nhất ở Bend, từ năm 1928 đến 2006 là 82,09 độ F.
Mùa trồng trọt của Bend khá ngắn vì có một thời kỳ ngắn không có sương tuyết. Theo Bộ Nông nghiệp Hoa Kỳ, trong phân nửa số năm từ giữa 1971 và 2000, trạm thời tiết của Bộ Nông nghiệp Hoa Kỳ tại Bend đã ghi nhận những nhiệt độ dưới độ đóng băng cuối cùng là sau ngày 3 tháng 7 và những nhiệt độ dưới độ đóng băng đầu tiên là trước 31 tháng 8.

## Thành phố kết nghĩa
Bend có hai thành phố kết nghĩa:
- Condega, Nicaragua
- Fujioka, Nhật Bản